# Airbus A340
O Airbus A340 é um avião civil de passageiros de longo alcance e larga fuselagem desenvolvido e fabricado pela Airbus, o consórcio europeu de fabricação de aeronaves. É muito similar ao Airbus A330, mas está equipado com quatro motores em vez de dois. Seu desenvolvimento começou em 1981, quando ainda era chamado de TA11. Sua produção era realizada no Reino Unido, com peças feitas em Getafe, na Espanha e é entregado para as companhias em Toulouse, na França. Na Alemanha é produzido o rudder e fuselagem traseira do A340
O A340 foi lançado em 1987, um avião de longo-alcance, como complemento do A320 de curto-alcance e o Airbus A300 de médio-alcance.
Ele foi desenvolvido juntamente com o Airbus A330, que divide a mesma estrutura da asa e fuselagem, e o mesmo conceito tecnológico do A320 conhecido como fly-by-wire. Em vez de manches como os que aparecem nos aviões da família Boeing, o Airbus A340, possui dois side-stick, um no lado direito para o co-piloto e um na esquerda para o piloto.
Com o lançamento do Boeing 777 em 1994, o Airbus A340 ganhou um concorrente à altura, o que fez a Airbus desenvolver novas versões do A340, lançando em 2001 o A340-500 e o A340-600.
Em 2019, a TAP Air Portugal o substituiu pelo novo Airbus A330neo

## Versões

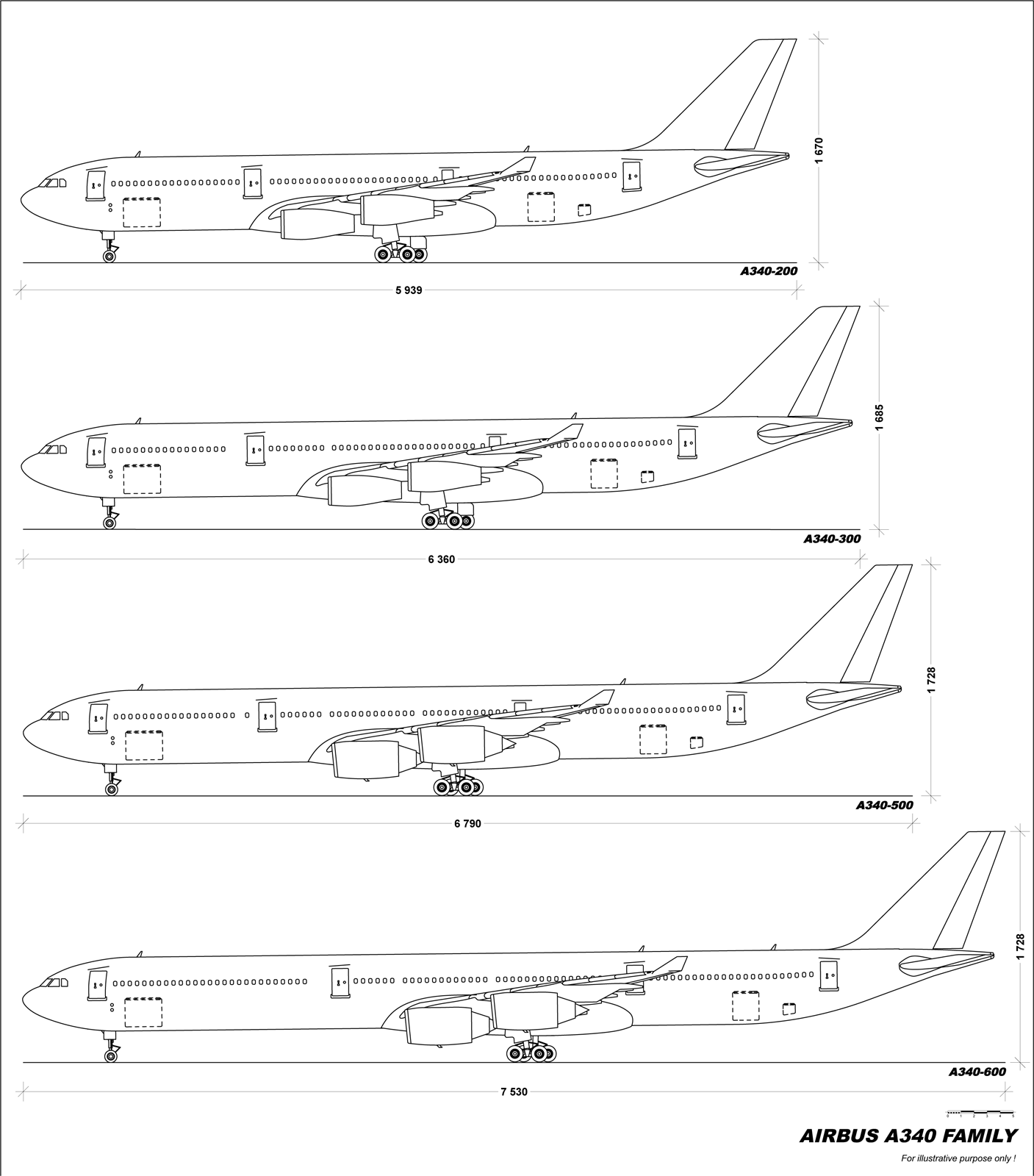
Comparação de comprimento das versões do A340

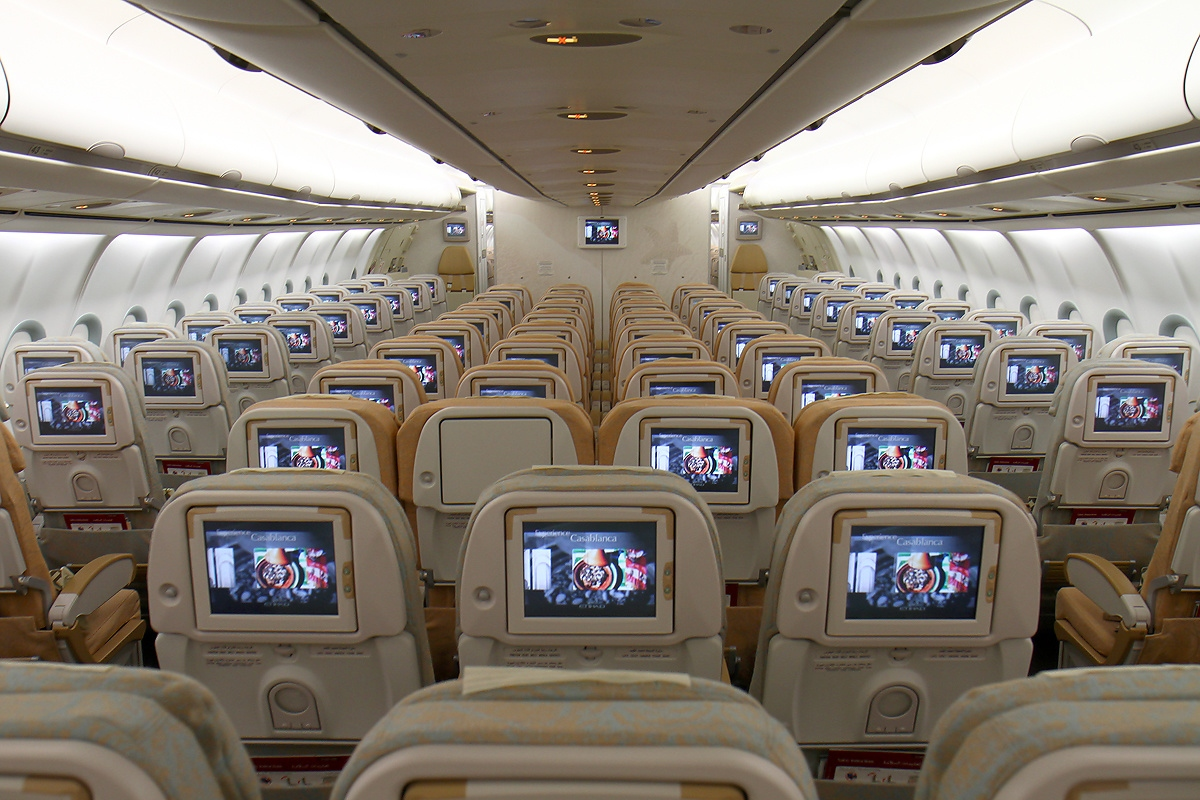
Interior de um A340 na configuração 2-4/3-2

Há 4 versões do A340, que foram lançadas em duas ocasiões diferentes. O A340-200 e A340-300 foram apresentados em 1987 e o 1º entrou em serviço em 1993. O A340-500, que é o segundo avião com maior alcance atrás do Boeing 777-200LR, e o A340-600, que é o segundo avião de passageiros mais comprido do mundo (atrás apenas do Boeing 747-8I), foram lançados em 1997 e introduzidos no mercado em 2002.
Em algumas versões de diversas linhas aéreas, como o A340-600 da Lufthansa, a aeronave pode ter um andar inferior, apenas para lavatórios e armários.

### Airbus A340-200

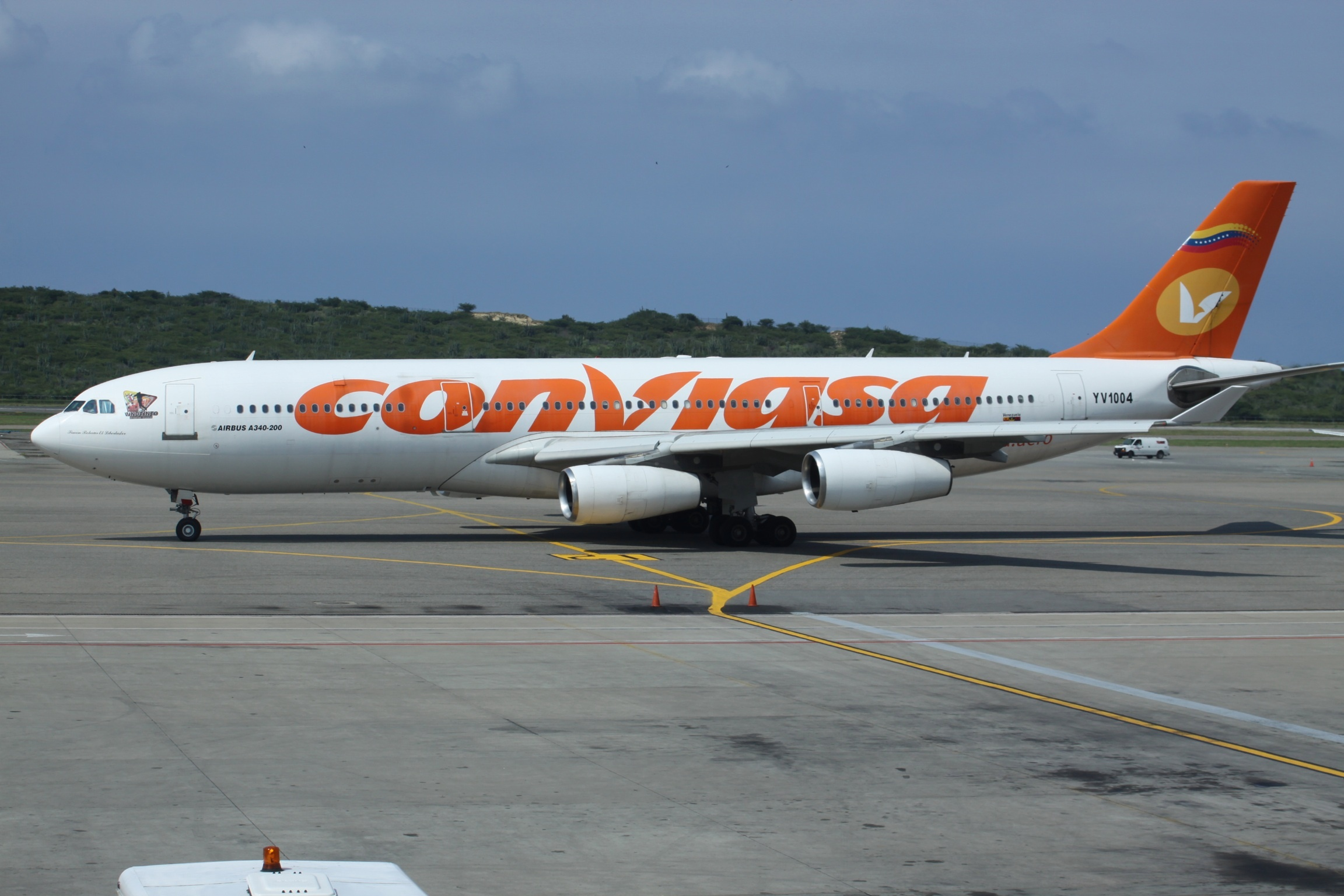
Airbus A340-211 da Conviasa.

Uma das versões iniciais do A340, ela é a menor, com capacidade para 261 passageiros divididos em 3 classes em alcance de 13,800 km. É equipado com quatro motores CFMI CFM56-5C4. O alcance do avião foi considerado um dos maiores de todos os tempos na época do lançamento, e foi designado para iniciar rotas curtas e longas, especificamente sobre o mar.
A envergadura da asa é maior do que o comprimento do avião. Somente 28 A340-200 foram produzidos, e a maior detentora do modelo é a South African Airways, tendo 6 unidades. Há outras operadoras que o utilizam, nomeadamente a Aerolineas Argentinas, Conviasa, Royal Jordanian e a Egypt Air. O modelo já não se encontra em produção.

### Airbus A340-300

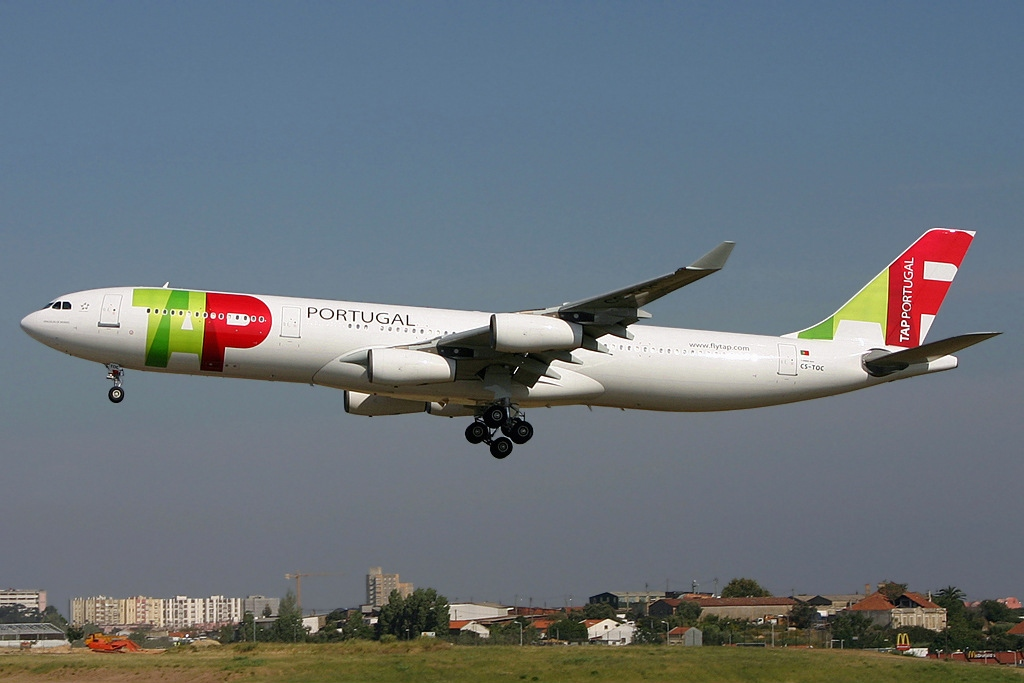
Airbus A340-300 da TAP.

O A340-300, tem capacidade para 295 passageiros divididos em 3 classes. Tem alcance máximo de 12,400km, equipado com quatro motores CFMI CFM56-5C similares ao A340-200. Voou pela primeira vez em 25 de outubro de 1991, e entrou em serviço em março de 1993 com a Lufthansa e a Air France.
O A340-300X, é uma versão peso-pesado do A340, e a 1ª operadora desta série do modelo foi a Singapore Airlines, que já não o utiliza mais.
O A340-300E, é a última versão do A340-300, e a 1ª operadora deste tipo, foi a Swiss International em 2003. Ele pode ter peso máximo em uma decolagem de 276.5 toneladas, e é equipado com quatro motores CFMI CFM56-5C4s.
De todas as versões do A340-300, a versão -300E, é a única ainda em produção, com 219 encomendas, e 211 já foram entregues. A maior operadora deste modelo é a Lufthansa com 30.
A transportadora Portuguesa TAP Portugal contou com 4 aeronaves A343 com uma configuração de  274 lugares em 3 classes. Todas as aeronaves tiveram uma renovação no interior em 2012 tendo sido retiradas ao serviço em 2019.

### Airbus A340-500

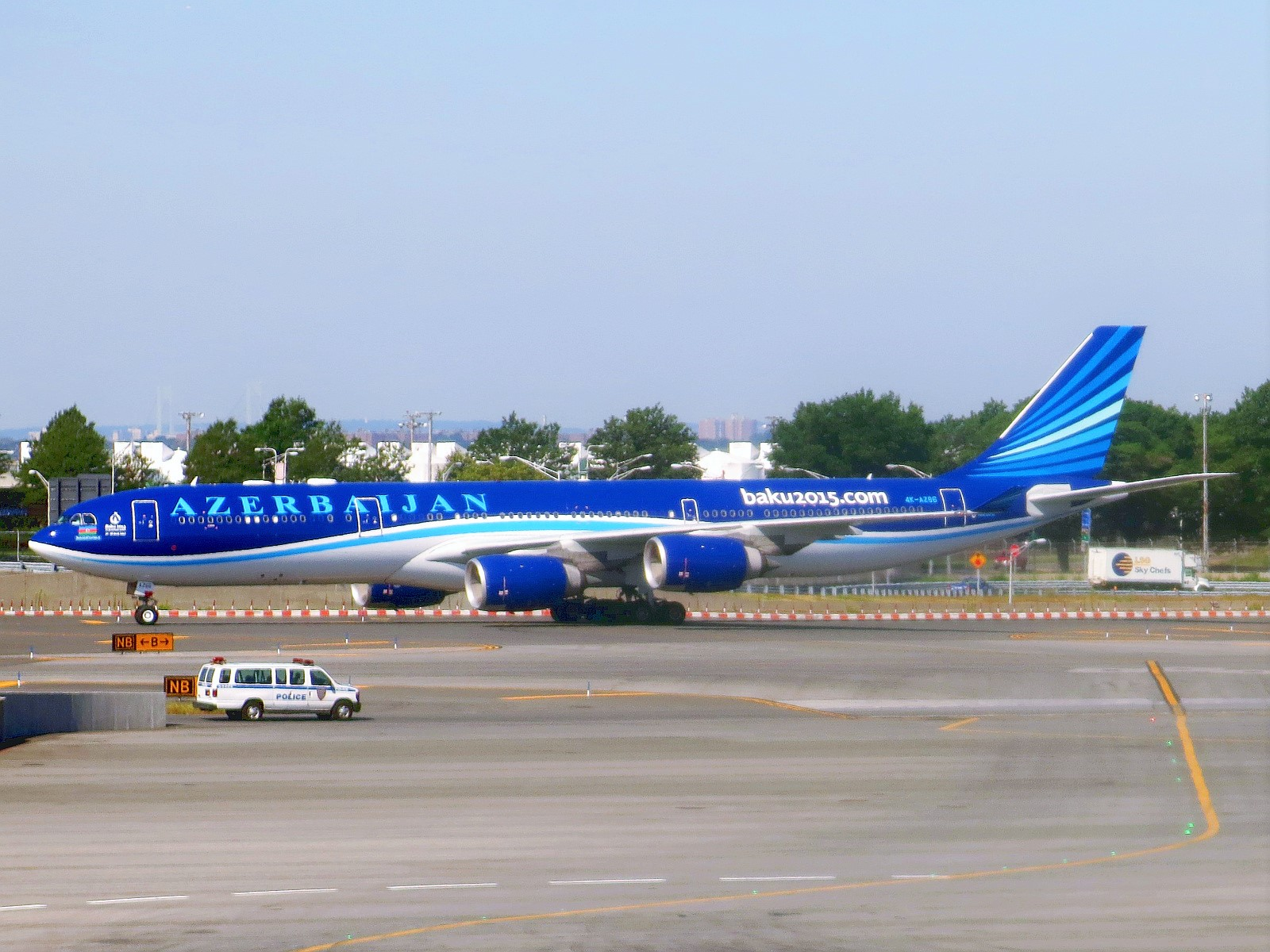
Airbus A340-500 da Azerbaijan Airlines.

O A340-500, foi apresentado como o avião comercial de maior alcance do mundo com autonomia de 16,020 km. Seu 1º voo foi realizado em 11 de fevereiro de 2002, e a 1ª empresa a utilizar este modelo foi a Emirates. Ele está equipado com quatro Rolls-Royce Trent 553. Tem capacidade de carregar 313 passageiros em 3 classes. Comparado com o A340-300, o -500 tem 4,3 metros a mais na fuselagem, a aérea das asas é maior e possui maior capacidade de carregar combustível. O A340-500/-600 possui câmeras para auxiliar o piloto no momento do taxiamento.
O A340-500HGW (High Gross Weight), versão com alcance de 16,700 km (9,000nm) e MTOW de 380 toneladas. Tem algumas características do A340-600HGW, como reforços estruturais e maior capacidade de carregar combustível. A Kingfisher Airlines, que tinha encomendado 5 aviões destes, desistiu de 3, que entregou à portuguesa Hi Fly, sendo que os restantes dois nunca foram levantados, tendo sido vendidos à AZAL Azerbaijan Airlines.
O A340-500HGW é equipado com quatro turbofan Rolls-Royce Trent 556, com empuxo de 56,000 libras (249 kN).
Em fevereiro de 2006, com o lançamento do Boeing 777-200LR , ele perdeu o posto de avião com maior alcance do mundo.
As operadoras deste modelo são Emirates, Singapore Airlines, Etihad Airways, a AZAL Azerbaijan Airlines e o Governo do Kuwait com dois unidades.
Os dois modelos finais da linha de montagem foram entregues ao Governo do Kuwait
Operador Brasileiro
O Airbus A340-500 no Brasil, era usado pela TAM, num total de duas aeronaves.
| Companhia | Quantidade |
| --------- | ---------- |
| TAM       | 2          |
| TOTAL     | 2          |

### Airbus A340-600

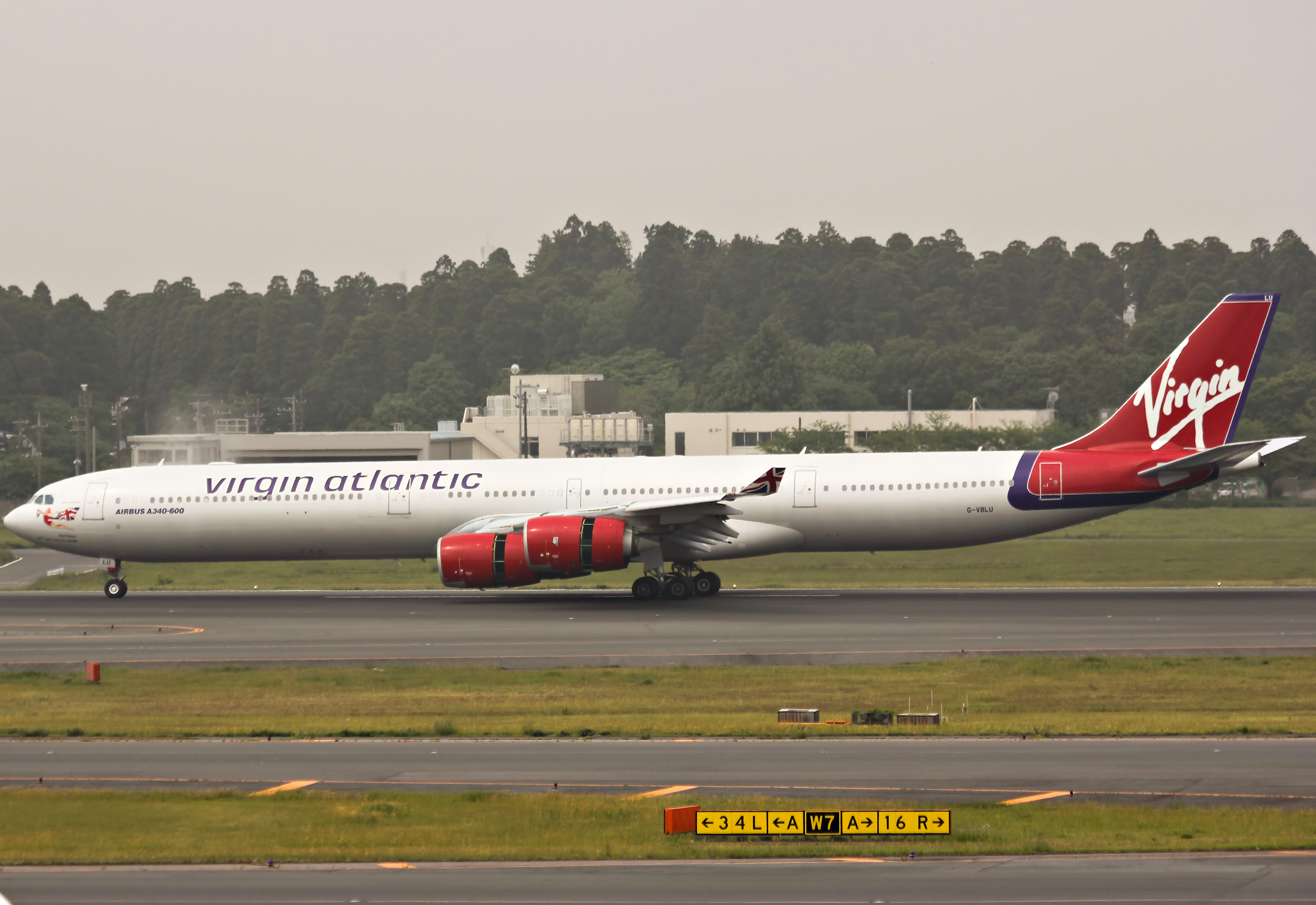
Airbus A340-600 da Virgin Atlantic.

Foi designado para substituir as gerações mais antigas do Boeing 747. Ele tem capacidade de carregar 380 passageiros divididos em 3 classes, ou 419 em duas classes. Se comparado com um A340-300, ele possui 12 metros a mais. Carrega o título de segunda aeronave de passageiros mais comprida do mundo(75,3m), atrás apenas do Boeing 747-8 (76.3m).
Seu 1º voo ocorreu em 23 de abril de 2001. A 1ª companhia aérea a utiliza-lo, foi a Virgin Atlantic Airways, e entrou em operação em Agosto de 2002.
O A340-600HGW (High Gross Weight), versão que teve seu 1º voo em 18 de novembro de 2005, e recebeu o certificado em 14 de abril de 2006, tem um MTOW de 380 toneladas e alcance de 14,600 km (7,900 NM), graças a reforços estruturais, aumento na capacidade de combustível, motores mais potentes e novas técnicas de produção como soldas a laser. O A340-600HGW é equipado com quatro turbofans Rolls-Royce Trent 560 com empuxo de 60,000 lbf (267 kN).
A Emirates iria ser a empresa lançadora do modelo -600HGW quando no Paris Air Show de 2003 encomendou 18 unidades; mas adiou as encomendas por tempo indefinido que posteriormente foram canceladas. A rival Qatar Airways, ocupou as encomendas no mesmo evento , e recebeu a 1ª aeronave em 11 de setembro de 2006.
É operado também pela Qatar Airways, South African Airways, Lufthansa, Iberia Airlines, Etihad Airways, Virgin Atlantic Airways, China Eastern Airlines e Thai Airways International.
A produção da linha A340 se encerrou no final de 2011 com 377 aeronaves entregues devido a baixa demanda pelo modelo.

## A340 Entregas
Ao início de 2009, um total de 385 A340s foram encomendados e 365 entregues.
| Entregas | Entregas | Entregas | Entregas | Entregas | Entregas | Entregas | Entregas | Entregas | Entregas | Entregas | Entregas | Entregas | Entregas | Entregas | Entregas | Entregas | Entregas | Entregas | Entregas | Entregas | Entregas |
| Tipo     | Total    | 2012     | 2011     | 2010     | 2009     | 2008     | 2007     | 2006     | 2005     | 2004     | 2003     | 2002     | 2001     | 2000     | 1999     | 1998     | 1997     | 1996     | 1995     | 1994     | 1993     |
| -------- | -------- | -------- | -------- | -------- | -------- | -------- | -------- | -------- | -------- | -------- | -------- | -------- | -------- | -------- | -------- | -------- | -------- | -------- | -------- | -------- | -------- |
| A340-200 | 28       |          |          |          |          |          |          |          |          |          |          |          |          |          |          | 1        | 3        | 3        | 5        | 4        | 12       |
| A340-300 | 218      |          |          |          |          | 3        | 2        | 2        | 4        | 5        | 10       | 8        | 22       | 19       | 20       | 23       | 30       | 25       | 14       | 21       | 10       |
| A340-500 | 34       | 2        | 0        | 2        | 2        | 1        | 4        | 5        | 9        | 7        |          |          |          |          |          |          |          |          |          |          |          |
| A340-600 | 97       |          |          | 2        | 8        | 8        | 8        | 18       | 15       | 14       | 16       | 8        |          |          |          |          |          |          |          |          |          |
| Total    | 377      | 2        | 0        | 4        | 10       | 13       | 11       | 24       | 24       | 28       | 33       | 16       | 22       | 19       | 20       | 24       | 33       | 28       | 19       | 25       | 22       |

Data through end of December 2012. Updated on 17 January 2013.

## Especificações
|                                     | A340-200 (fora de produção)                                       | A340-300 (fora de produção)                                                             | A340-500/-500HGW (fora de produção)    | A340-600/-600HGW (fora de produção)  |
| ----------------------------------- | ----------------------------------------------------------------- | --------------------------------------------------------------------------------------- | -------------------------------------- | ------------------------------------ |
| Tripulação Técnica                  | 2                                                                 | 2                                                                                       | 2                                      | 2                                    |
| Capacidade de passageiros           | 261 (3-classes)                                                   | 295 (3-classes)                                                                         | 313 (3-classes)                        | 380 (3-classes)                      |
| Comprimento                         | 59,39 m                                                           | 63,60 m                                                                                 | 67,90 m                                | 75,36 m                              |
| Envergadura                         | 60,30 m                                                           | 60,30 m                                                                                 | 63,45 m                                | 63,45 m                              |
| Altura                              | 16,70 m                                                           | 16,85 m                                                                                 | 17,10 m                                | 17,22 m                              |
| Largura da Cabine                   | 5.64 m                                                            | 5.64 m                                                                                  | 5.64 m                                 | 5.64 m                               |
| Área do trem de pouso               | 23,24 m                                                           | 25,60 m                                                                                 | 27,59 m                                | 32,89 m                              |
| Peso vazio                          | 129,000 kg                                                        | 129,275 kg                                                                              | 170,400 kg                             | 177,000 kg                           |
| MTOW                                | 275,000 kg                                                        | 276,500 kg                                                                              | 372,000/380,000 kg                     | 368,000/380,000 kg                   |
| Velocidade Máxima de Cruzeiro       | Mach .82 (484 kn, 896 km/h, 557 mph)                              | Mach .82 (484 kn, 896 km/h, 557 mph)                                                    | Mach .83 (490 kn, 907 km/h, 564 mph)   | Mach .83 (490 kn, 907 km/h, 564 mph) |
| Tamanho necessário da pista em MTOW | 2,990 m                                                           | 3,000 m                                                                                 | 3,050 m                                | 3,100 m                              |
| Alcance Máximo em Carga Máxima      | 14,800 km                                                         | 13,700 km                                                                               | 16,020/16,700 km                       | 14,900/15,900 km                     |
| Capacidade Máxima de combustível    | 155,040 L                                                         | 140,640 L                                                                               | 214,810/222,000 L                      | 195,881/204,500 L                    |
| Capacidade de Carga                 | 18 LD3s/6 pallets                                                 | 30 LD3s/10 pallets                                                                      | 32 LD3s/11 pallets                     | 42 LD3s/14 pallets                   |
| Teto de Serviço                     | 12,500 m (41,000 ft)                                              | 12,500 m (41,000 ft)                                                                    | 12,500 m (41,000 ft)                   | 12,500 m (41,000 ft)                 |
| Motores (4x)                        | CFM56-5C2 (138.78 kN) CFM56-5C3 (144.57 kN) CFM56-5C4 (151.25 kN) | CFM56-5C2 (138.78 kN) CFM56-5C3 (144.57 kN) CFM56-5C4 (151.25 kN) CFM56-5C4P (149.9 kN) | Rolls-Royce Trent 553/556 (236/249 kN) | Trent 556/560 (249/260 kN)           |

### Motores
| Modelo   | Data de Certificação | Motores                    |
| -------- | -------------------- | -------------------------- |
| A340-211 | 22 Dezembro 1992     | CFM 56-5C2                 |
| A340-212 | 14 Março 1994        | CFM 56-5C3                 |
| A340-213 | 19 Dezembro 1995     | CFM 56-5C4                 |
| A340-311 | 22 Dezembro 1992     | CFM 56-5C2                 |
| A340-312 | 14 Março 1994        | CFM 56-5C3                 |
| A340-313 | 16 Março 1995        | CFM 56-5C4                 |
| A340-541 | 3 Dezembro 2002      | RR Trent 553-61 / 553A2-61 |
| A340-542 | 15 Fevereiro 2007    | RR Trent 556A2-61          |
| A340-642 | 21 Maio 2002         | RR Trent 556-61 / 556A2-61 |
| A340-643 | 11 Abril 2006        | RR Trent 560A2-61          |

## Acidentes

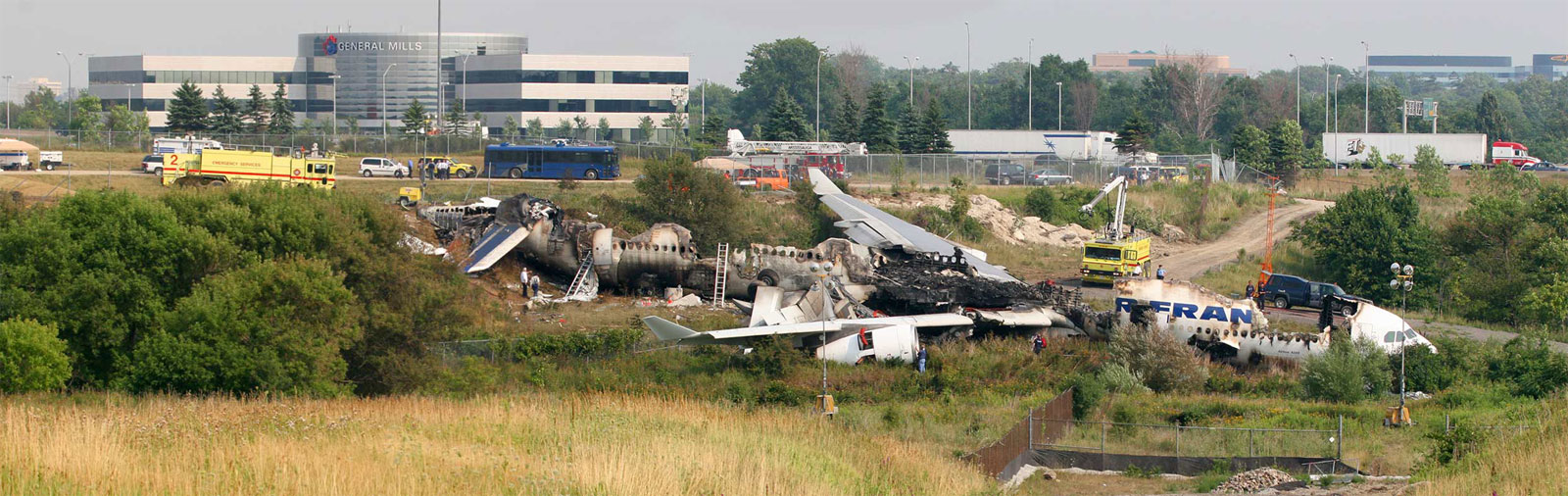
Air France voo 358.

- 2 de agosto de 2005, um A340-300 da Air France, voo 358, não conseguiu diminuir a velocidade ao aterrissar no Aeroporto Internacional de Toronto. O avião acabou por derrapar nos últimos 200 metros de pista, parando apenas num riacho da região. Todos os passageiros foram evacuados em segurança, mas logo após a evacuação, a aeronave foi envolvida pelas chamas, que acabaram por destrui-la completamente.
- 9 de novembro de 2007, um A340-600 da Iberia Airlines ficou muito danificado após sair da pista durante o pouso no Aeroporto de Quito. Não houve feridos entre os 333 passageiros e 14 tripulantes a bordo.
- 15 de novembro de 2007, um A340-600, que estava prestes a ser entregue para a Etihad Airways, bateu contra um parapeito quando estava realizando testes de motor. O acidente ocorreu no complexo do fabricante aeronáutico Airbus, no Aeroporto de Toulouse. Entre as 10 vitimas, 3 ficaram em estado grave.